# Vibes
A Vibes a Heavy D & The Boyz nyolcadik, és egyben utolsó stúdióalbuma, mely nem tartalmaz rap elemeket, kizárólag reggae stílusban íródott 2008. december 16-án jelent meg.

## Számlista
Long Distance Girlfriend -	Dofat, Longe, Myers	4:18
1. No Matter What	  - Brown, Myers, Winans	4:12
2. Queen Majesty	- Mayfield, Myers	3:51
3. Love Me Like This (ft. Barrington Levy)	- Myers	3:43
4. My Love Is All I Have	- Myers	3:44
5. Hugs and Kisses	- Flowers	3:33
6. Private Dancer (ft. Sizzla)	- Myers	3:32
7. Delilah	- Campbell, Myers	3:33
8. Chasing Windmills -	Dofat, Myers, Omley, Smith, Smith	3:27
9. Sincere	- Bereal, Bereal, Brown, Myers	4:23

## Slágerlista
| Lista         | Pozíció |
| ------------- | ------- |
| Reggae Albums | #2      |